# Jarosław Wierczuk
Jarosław Wierczuk (ur. 6 stycznia 1977 w Warszawie) – polski kierowca wyścigowy, jeden z prekursorów polskich akcentów w międzynarodowym sporcie wyścigowym lat 90., a także rolnik oraz działacz polityczny i społeczny.

## Życiorys
W 2001 ukończył studia na Wydziale Zarządzania Wyższej Szkoły Zarządzania i Marketingu w Warszawie. Karierę kierowcy wyścigowego rozpoczął w wieku 15 lat od kartingu.
Po trzyletnim stażu otrzymał propozycję startów od pierwszego, profesjonalnego zespołu wyścigowego w kraju, założonego przez Krzysztofa Woźniaka. Brał udział w Mistrzostwach Strefy Europy Centralnej w ramach prestiżowej Formuły 3, równolegle w Mistrzostwach Austrii, następnie w najwyższej serii F3 w tamtym okresie, czyli w Mistrzostwach Niemiec. Rywalizował między innymi z takimi kierowcami jak Ralf Schumacher, Nick Heidfeld czy Jarno Trulli. Kolejnym etapem była Formuła 3000 (odpowiednik dzisiejszej serii GP2) oraz, najbardziej w owym czasie zbliżona osiągami do Formuły 1, japońska Formuła Nippon. Uczestnik testów w Formule 1 w ramach zespołu Forti Corse. Był ekspertem Grand Prix Formuły 1 na antenie Canal+ oraz innych serii wyścigowych telewizji Wizja Sport. Obecnie komentuje również wyścigi F1 na łamach takich portali jak wp.pl, sportowefakty.pl, czy motorsportgp.pl.
W 2001 rozpoczął prowadzenie gospodarstwa rolnego. Należał do Samoobrony RP. W wyborach do Parlamentu Europejskiego w 2004 bez powodzenia ubiegał się o mandat deputowanego, jako lider listy tego ugrupowania w okręgu gorzowsko-szczecińskim. Uzyskał 18 592 głosy. Następnie wycofał się z działalności politycznej. Od 2013 prowadzi Fundację Wierczuk Race Promotion, zajmującą się rozwojem kariery najbardziej obiecujących zawodników.

## Życie prywatne
Jest żonaty z Emilią, z którą ma córkę Julię.